# كهف يوربيديس
كهف يوربيديس عبارة عن كهف ضيق يبلغ عمقه حوالي 47 مترًا ويحتوي على عشر غرف صغيرة، ويقع على سفح تل يطل على الخليج الساروني في منطقة بيريستريا على الساحل الجنوبي لجزيرة سلاميس باليونان.